# Nuevo Reino de Galícia
El Nuevo Reino de Galicia o la Nova Galícia va ser un dels regnes del Virregnat de la Nova Espanya de l'actual territori de Mèxic. Estava format per tres províncies majors, que abastaven la Província de la Nueva Galícia (actuals estats mexicans de Nayarit i Jalisco), la Província de Los Zacatecas (actuals estats mexicans d'Aguascalientes i Zacatecas) i la Província de Colima (actual estat de Colima). La conquesta del territori de l'Imperi purépetxa va ser realitzada per Nuño Beltrán de Guzmán, establint la seva primera capital a Compostela d'Índies el 25 de gener de 1531, i posteriorment va ser traslladada a Guadalajara, establint-hi un bisbat sufragani de l'arquebisbat.
La Guerra del Miztón va ser una sèrie d'enfrontaments bèl·lics de diversos pobles indígenes a l'audiència de Nova Galícia que havien estat conquerits pels espanyols, però es van unir per refusar el sotmetiment i es van aixecar en armes contra l'exèrcit espanyol entre 1540 i 1542, i que va acabar amb l'execució dels líders indígenes i posterior judici a Francisco Tenamaztle. Els indígenes es van revoltar de nou en 1547 després que es descobrís plata a Zacatecas i les mines que s'hi van fer van atreure als colonitzadors espanyols.
Origen de l'Audiència de Guadalajara, l'àrea de Nueva Galícia comprenia els actuals estats mexicans d'Aguascalientes, Zacatecas, Nayarit, Colima, Jalisco i el cantó nord-oest de San Luis Potosí. Tenia una superfície total de 180.000 quilòmetres quadrats. L'Audiència va realitzar les seves activitats primerament a la ciutat de Santiago i després a la ciutat de Guadalajara, i de la quan en deriva el seu nom. El 1563 l'Audiència de Guadalajara controlava vuit ajuntaments majors i prop de catorze corregiments. Però no va existir uniformitat en la forma de govern de tota la província. El virrei va començar a concedir oficis militars per a plantar cara a les revoltes dels indis txitximeques. L'àrea del Nayarit va romandre incontrolada fins al 1721-1724, quan un govern militar separat, també subordinat al virrei, s'hi va establir.

## Organització territorial
El 1786 les divisions polítiques de la Nova Espanya van ser convertides en intendències i, per tant, les Províncies de Nueva Galícia i Colima van passar a ser la Intendència de Guadalajara (actuals estats mexicans de Nayarit, Jalisco i Colima) i la Província dels Zacatecas va passar a ser la Intendència de Zacatecas (actuals estats mexicans de Aguascalientes i Zacatecas).
Primera organització territorial (1531-1786)
- Província de Nueva Galícia; Nayarit i Jalisco.
- Província de Los Zacatecas; Aguascalientes i Zacatecas.
- Província de Colima; Colima.

Segona organització territorial (1786-1821)
- Intendència de Guadalajara; Nayarit, Jalisco i Colima.
- Intendència de Zacatecas; Aguascalientes i Zacatecas.